# Patrimoni dell'umanità della Guinea-Bissau
I patrimoni dell'umanità della Guinea-Bissau sono i siti dichiarati dall'UNESCO come patrimonio dell'umanità nella Guinea-Bissau, la quale è divenuta parte contraente della Convenzione sul patrimonio dell'umanità il 28 gennaio 2006.
Al 2025 un solo sito è iscritto nella Lista dei patrimoni dell'umanità: gli ecosistemi costieri e marini dell'arcipelago Bijagos – Omatí Minhô, scelti nel 2025 in occasione della quarantasettesima sessione del comitato del patrimonio mondiale. Non vi sono invece candidature per nuove iscrizioni.

## Siti del Patrimonio mondiale
| Foto | Sito                                                               | Luogo             | Tipo                   | Anno | Descrizione |
| ---- | ------------------------------------------------------------------ | ----------------- | ---------------------- | ---- | --- |
|      | Ecosistemi costieri e marini dell'arcipelago Bijagos – Omatí Minhô | Regione di Bolama | Naturale (1431; ix, x) | 2025 | Il sito comprende una serie continua di ecosistemi costieri e marini, corrispondenti agli ambienti marini e intertidali delle aree meglio conservate dell'Arcipelago delle Bijagós in Guinea-Bissau. Si tratta dell'unico arcipelago deltizio attivo sulla costa atlantica africana e uno dei pochi al mondo. Il sito ospita una ricca biodiversità, tra cui tartarughe verdi e liuto in via di estinzione, lamantini, delfini e oltre 870 000 uccelli migratori costieri. Presenta mangrovie, piane fangose e zone intertidali vitali per la vita marina e ospita specie vegetali rare, diverse popolazioni ittiche e colonie di uccelli. L'isola di Poilão è un sito di nidificazione di importanza mondiale per le tartarughe. |